# Democracia não partidária
A democracia não partidária é um governo representativo que garante a realização de eleições gerais e periódicas sem a necessidade de partidos políticos. Às vezes, pode ser nocivo falar sobre reuniões eleitorais ou mesmo sobre candidatos para não prejudicar as decisões de outras pessoas ou criar uma atmosfera controversa.
Em muitos países, mesmo que o primeiro-ministro e o parlamento sejam eleitos nas eleições partidárias, o chefe de estado é apartidário. Espera-se que tais chefes de estado permaneçam neutros na política partidária. Em alguns países parlamentaristas ou semi-presidenciais, alguns presidentes são apartidários ou têm apoio de todos os partidos.
Os sistemas apartidários também podem ser de jure, o que significa que os partidos políticos estão completamente proibidos ou legalmente impedidos de participar das eleições em certos níveis de governo, ou proibidos de facto se não houver tal lei e ainda não houver partido político. A nível nacional, os sistemas não partidários de facto frequentemente representam populações muito pequenas, como em Niue, Tuvalu e Palau. Muitos países do Golfo Pérsico, incluindo Omã e Cuaite, são neutros de jure. Os legislativos desses países costumam ter apenas capacidade consultiva, pois podem comentar as leis propostas pelo Executivo, mas não podem criar leis por conta própria. Os governos nacionais não partidários às vezes são semelhantes aos estados de um partido, mas os governos do segundo tipo reconhecem explicitamente um único partido político, do qual todos os funcionários devem ser membros.
Facções em governos não partidários podem se transformar em partidos políticos, a menos que haja restrições legais aos partidos políticos. Os Estados Unidos inicialmente desaprovaram os partidos políticos, mas estes se desenvolveram logo após a independência.

## Comparação com outros sistemas políticos
Um não - sistema partidário difere de um sistema de partido único em que a facção governante em um sistema de partido único se define como um partido cuja adesão pode trazer benefícios que não estão disponíveis para não-membros. Um governo de partido único muitas vezes exige que os funcionários do governo sejam membros do partido, tem uma hierarquia partidária complexa como instituição-chave do governo, força os cidadãos a aceitarem uma ideologia partidária e pode fortalecer seu controle sobre o governo proibindo todos os outros partidos. Os membros de um governo apartidário podem representar muitas ideologias diferentes. Várias nações socialistas, como Vietnã ou Cuba, são Estados de um partido, embora os membros do Parlamento não sejam eleitos como candidatos de partidos.
A democracia direta pode ser considerada apartidária porque os próprios cidadãos elegem as leis, em vez de eleger representantes. No entanto, a democracia direta pode se tornar partidária se os grupos receberem direitos ou privilégios que os não-membros não têm.

## Exemplos modernos

### Governos nacionais
Poucos governos nacionais são completamente neutros, mas sistemas políticos não partidários podem ser vistos em nível nacional, especialmente em países com populações pequenas. Muitos governos nacionais têm escritórios apartidários, mesmo que suas legislaturas sejam partidárias. As monarquias constitucionais têm monarcas não partidários como chefes de estado. As repúblicas parlamentaristas costumam ter presidentes não partidários, figura de proa.
Os governos sem partido são muito mais prováveis em países com populações pequenas. Por exemplo, Nauru não tem partido político; Seu parlamento consiste de membros do parlamento ou deputados totalmente independentes que formam coalizões de governo e blocos de oposição por meio de alianças de indivíduos.
Em Tuvalu, onde não existem partidos políticos, os legisladores têm laços estreitos com os eleitores da ilha e esforços estão sendo feitos para equilibrar a representação da ilha no gabinete.
Outros estados insulares não partidários são Pitcairn, Micronésia (EFM) e Palau. Essas nações têm uma população pequena e altamente dispersa.